# Mesoleptus prolixus
Mesoleptus prolixus là một loài tò vò trong họ Ichneumonidae.